# Heiterwang
Heiterwang é um município da Áustria, situado no distrito de Reutte, no estado do Tirol. Tem 35,7 km² de área e sua população em 2019 foi estimada em 531 habitantes.